# مدير تحرير

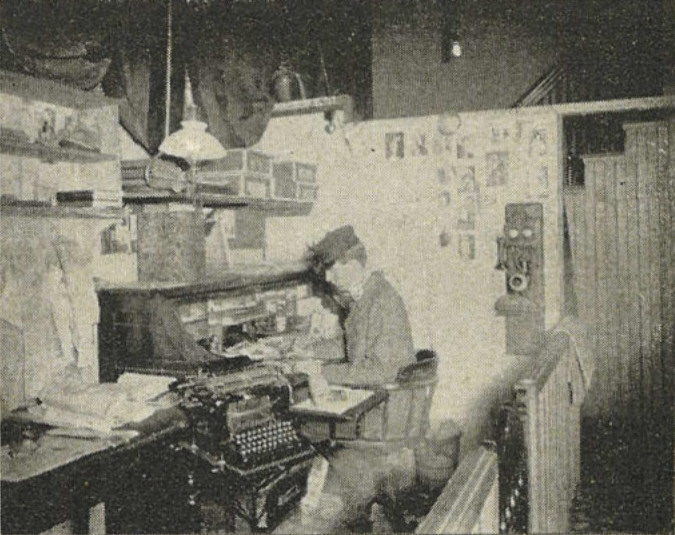

مدير التحرير هو عضو بارز من أعضاء فريق الإدارة المسؤول عن أحد المطبوعات.
في الولايات المتحدة يشرف مدير التحرير على الأنشطة الخاصة بتحرير المطبوعة وتنسيق تلك الأنشطة. ويعد هذا المنصب بشكل عام هو ثاني أعلى مرتبة (بعد رئيس التحرير، ويسمى أيضًا "رئيس التحرير التنفيذي").
في المملكة المتحدة يقوم مدير التحرير بإدارة الميزانية والتوظيف وتحديد المواعيد الخاصة بالمطبوعة وقد تكون له مرتبه مساوية لنائب رئيس التحرير في الهيكل الوظيفي للمؤسسة.
ويستخدم اللقب أيضًا في نشرات الأخبار التليفزيونية المسائية، مثل إيه بي سي (ABC) وسي إن إن (CNN) وسي بي إس (CBS) وهيئة الإذاعة الوطنية (NBC) وقناة فوكس نيوز (FOX News Channel). ويعمل المذيعون في هذه النشرات الإخبارية كمديري تحرير لنشراتهم. وتتفاوت المسؤوليات في الشركات المختلفة.